# Mellingen (Thüringen)
Mellingen ist eine Gemeinde im Süden des Landkreises Weimarer Land und Teil der Verwaltungsgemeinschaft Mellingen. Ortsteile sind Mellingen und Köttendorf.

## Geografie
Der Ort Mellingen teilt sich in einen Ortsteil rechts der Ilm mit der Pfarrkirche und einen links der Ilm, einer Erweiterung aus dem Hochmittelalter. In Mellingen mündet die Magdel in die Ilm.
Mellingen grenzt an die Gemeinden (von Norden im Uhrzeigersinn) Umpferstedt, Lehnstedt, Magdala, Mechelroda, Oettern, Vollersroda und die Stadt Weimar.

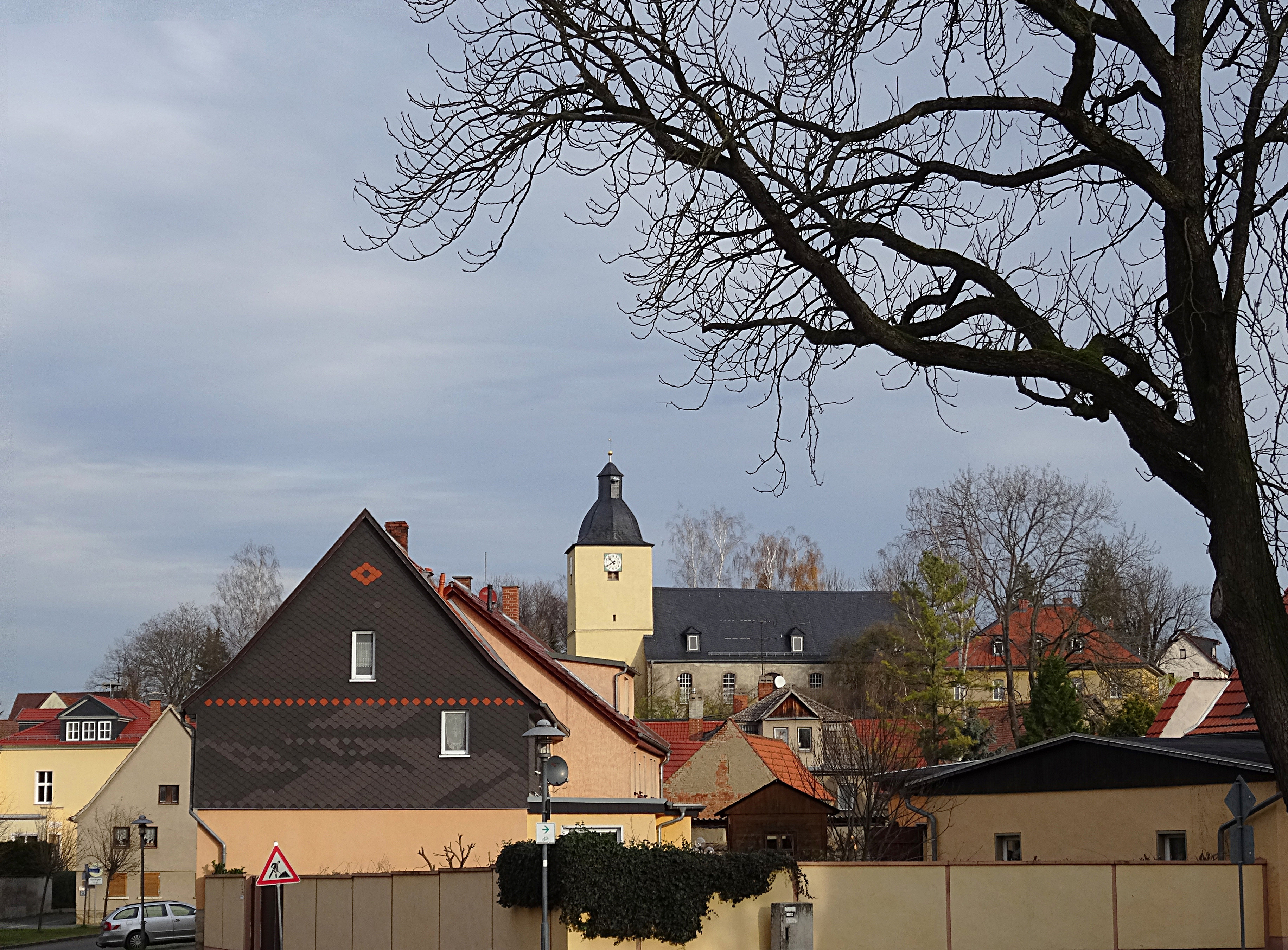
Ortskern und Blick zu St. Georg
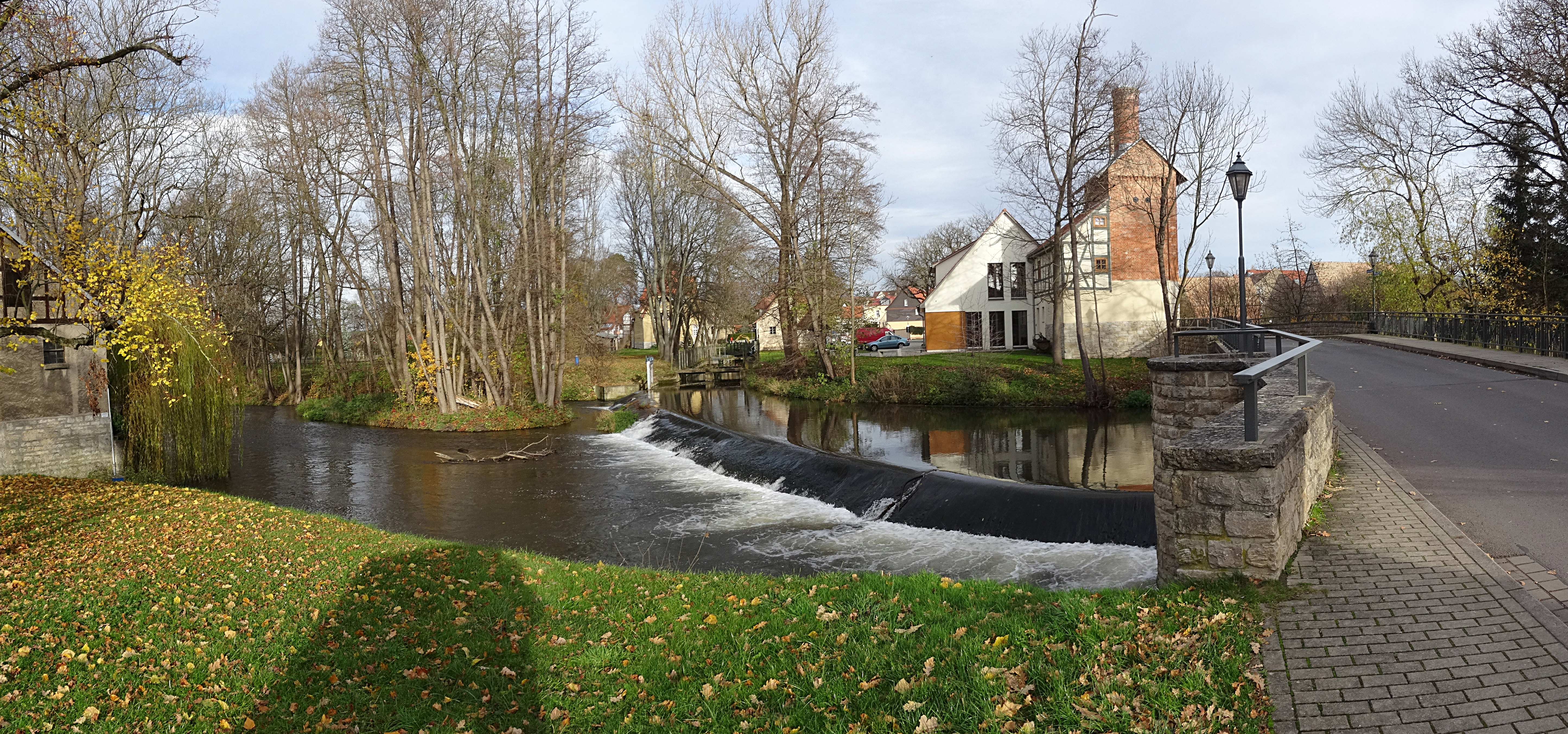
Ilm-Wehr der Untermühle
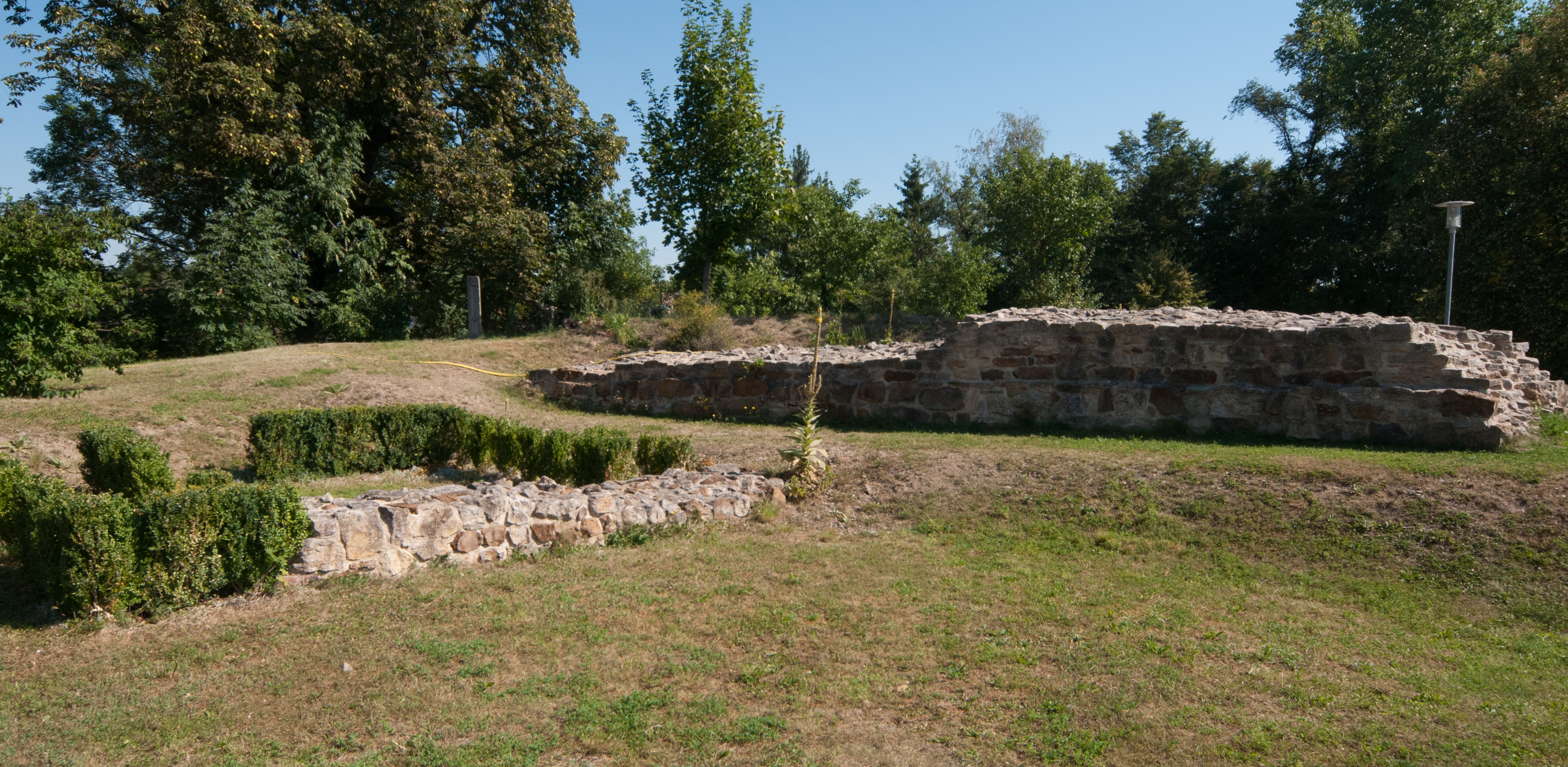
Burg Mellingen
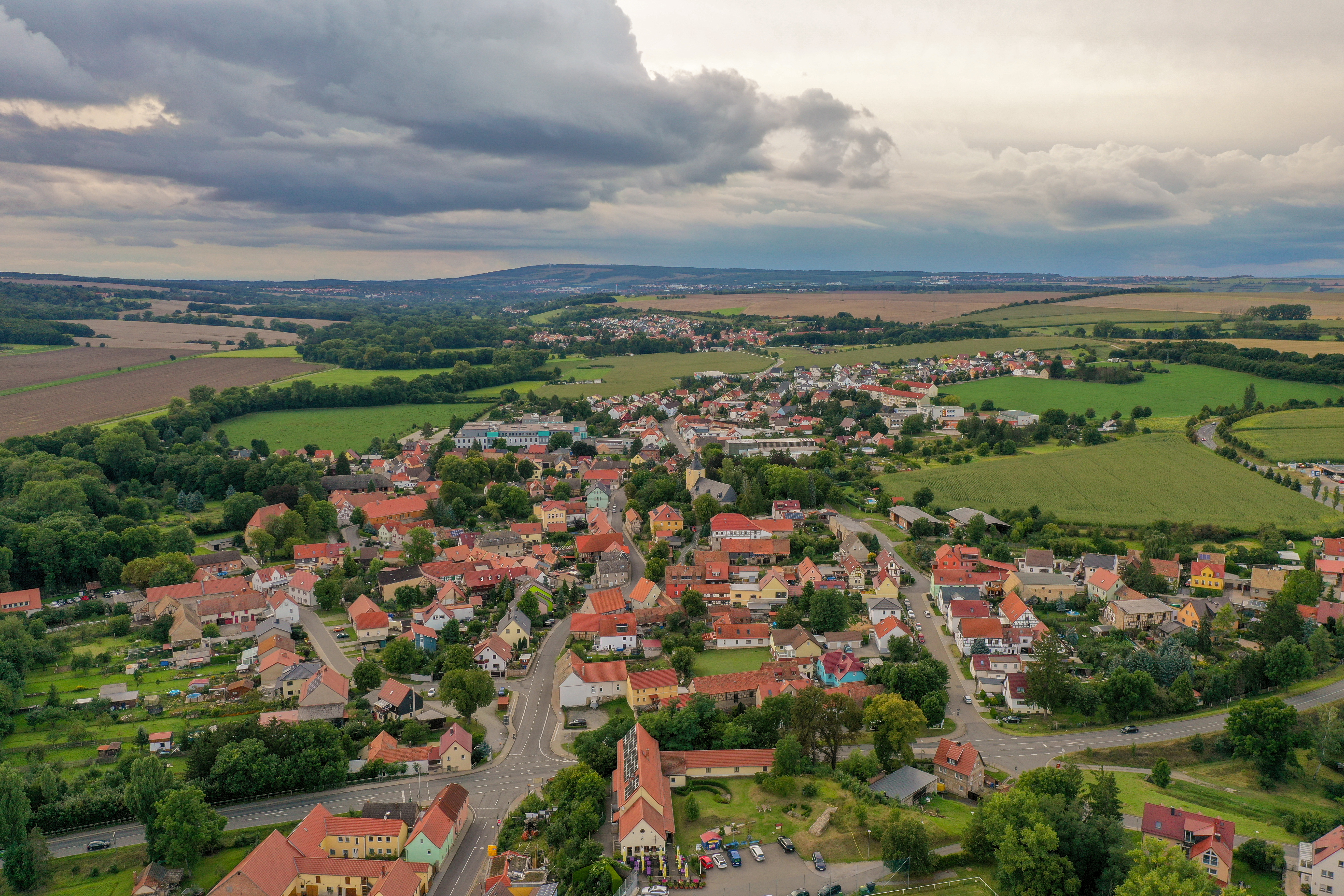
Blick auf Mellingen in Richtung Westen
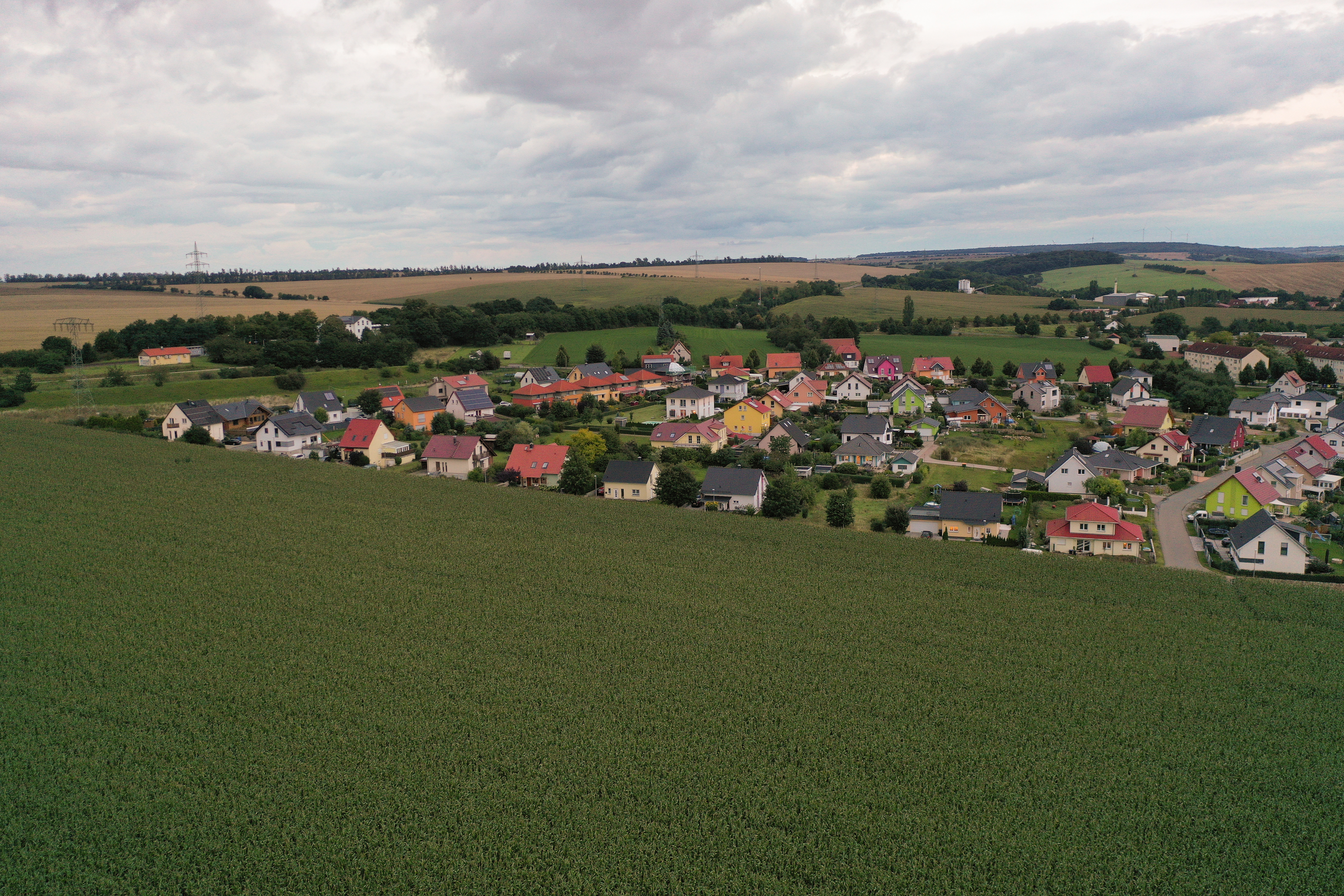
Blick auf Mellingen in Richtung Osten

## Geschichte
Der Ort wurde erstmals 1137 als Meldingen erwähnt und war einst auch Sitz einer Burg. In Mellingen gab es zwei Burgen. Die erste Burg auf dem Kapellenberg wurde 1175 zerstört. Der Standort der zweiten Burg (Heinrichsburg) befindet sich nördlich der Ilm und östlich der Dorfmitte dicht an der Bundesstraße. Sie diente wohl der Sicherung des Ilmübergangs. Die Veste gehörte den einflussreichen Herren von Mellingen aus der Familie der Schenken und Vitzthume von Apolda, die sich 1137, 1149 und 1193 nach dem Ort Mellingen benannten. Sie standen im Dienste der Erzbischöfe von Mainz. Beringer von Meldingen war einer der vielen Adligen, die beim Erfurter Latrinensturz im Juli 1184 ums Leben kamen. 1250 teilte sich die Familie in die Linie Blankenhain, die auch die Grafschaft Berka 1272 erwarb. Die anderen Zweige gingen in den niederen Adel über. Die Heinrichsburg gab man 1451, nach ihrer Zerstörung im Sächsischen Bruderkrieg, auf. Der Standort der Burg ist heute kaum noch erkennbar.
Das Marktrecht erhielt Mellingen schon im Jahr 1609. Die heutige Pfarrkirche entstand 1669 aus einer mittelalterlichen Chorturmkirche. Ab Anfang des 19. Jahrhunderts war der Ort Teil des Großherzogtums Sachsen-Weimar-Eisenach und wurde nach 1945 mit dem Land Thüringen Teil der Sowjetischen Besatzungszone und der DDR. Seit 1990 gehört der Ort zum neu gegründeten Bundesland Thüringen.

## Wappen
Das Wappen zeigt heute auf Gold eine grüne Meldenstaude. Es soll das der Familie „von Mellingen“ darstellen. Historisch gesehen, ist das Wappen aber falsch interpretiert. Auf alten Siegeln der Familie ist ein stilisierter Apfelbaum zu sehen. Es erklärt sich, wenn man berücksichtigt, dass die Herren von Mellingen ein Familienzweig der Herren von Apolda waren, die im Wappen zuerst einen Apfelbaum, dann einen Zweig mit Äpfeln oder nur drei Äpfel führten.

## Politik

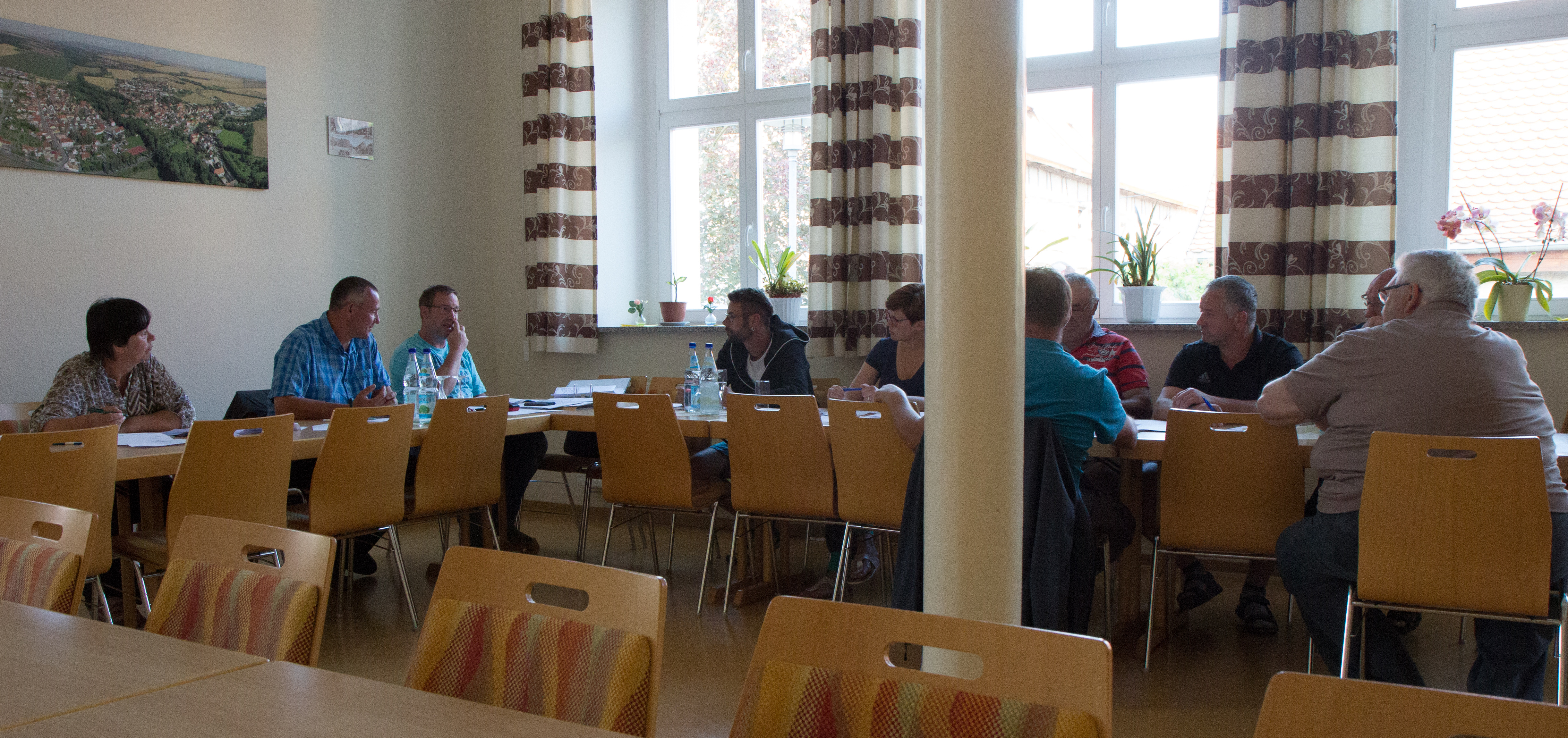
Öffentliche Sitzung des Gemeinderates am 12. Juni 2017

Dem Gemeinderat gehören 12 Mitglieder an. Die Kommunalwahlen seit 2009 hatten folgende Ergebnisse:
| Parteien und Wählergemeinschaften | % 2009 | Sitze 2009 | % 2014 | Sitze 2014 | % 2019 | Sitze 2019 | % 2024 | Sitze 2024 |
| --------------------------------- | ------ | ---------- | ------ | ---------- | ------ | ---------- | ------ | ---------- |
| CDU                               | 56,5   | 7          | 56,3   | 7          |        |            |        |            |
| SPD-WG Mellingen                  | 43,5   | 5          | 43,7   | 5          |        |            |        |            |
| CDU-SPD-WG Mellingen              |        |            |        |            | 91,2   | 12         | 98,7   | 12         |
| Gesamt                            | 100    | 12         | 100    | 12         | 100    | 12         | 100    | 12         |
| Wahlbeteiligung                   | 59,5 % | 59,5 %     | 61,6 % | 61,6 %     | 71,6 % | 71,6 %     | 70,3 % | 70,3 %     |

Quelle 2024

## Sehenswürdigkeiten

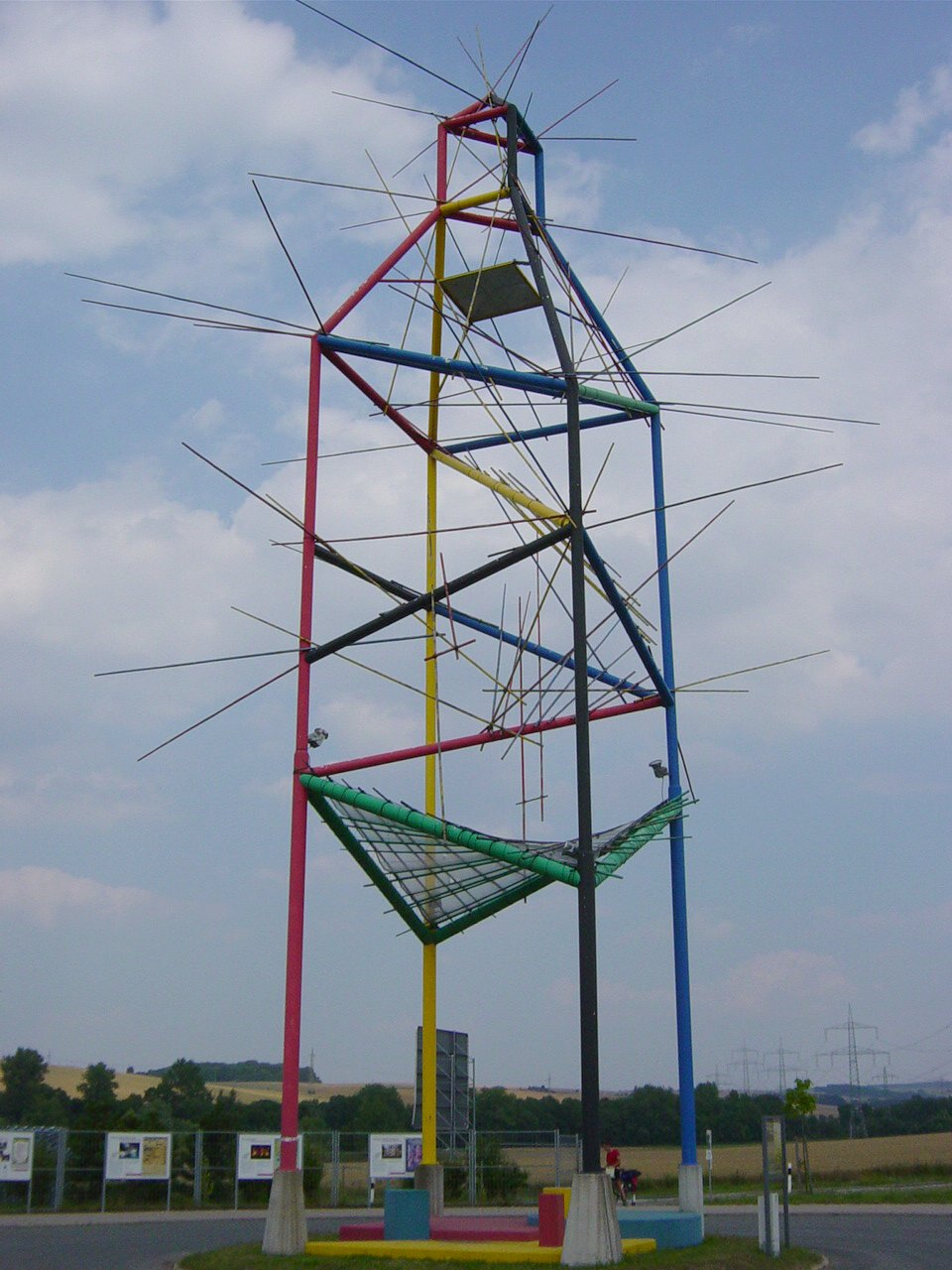
Feiningerturm

Am Südostrand des Dorfes wurde 1999 im Rahmen eines Projektes während der Zeit Weimars als Kulturhauptstadt Europas vom Schweizer Künstler und Architekten Marcel Kalberer der Feiningerturm errichtet. Dieser trägt auch die Bezeichnung Doppeltes Motiv und basiert auf dem 1920 gemalten Bild Die Kirche von Mellingen von Lyonel Feininger. Das Original des Bildes hängt im Von der Heydt-Museum in Wuppertal. Der Feininger-Radweg führt am Feiningerturm vorbei. Die mittelalterliche Burg Mellingen der 1137 erwähnten Herren von Mellingen – ein geschütztes Bodendenkmal – liegt an der B87.

### Bauwerke und Kulturdenkmale
- Malzdarre: Bürgermeisteramt und Heimatstube
- Alte Schule: jetziges Dorfgemeinschaftshaus
- Alte Villa: Sitz der Verwaltungsgemeinschaft
- Alter Ortskern am Kirchberg mit der von Feininger gezeichneten Kirche St. Georg und Kirchhof
- Gebäudekomplex der Untermühle
- Eisenbahnbrücke über die B 87, ehemaliges Denkmal aus Naturstein- und Ziegelmauerwerk, wurde im Rahmen der Streckensanierung 1997 abgebrochen und durch Neubau ersetzt
- Ilmbrücke bei Mellingen

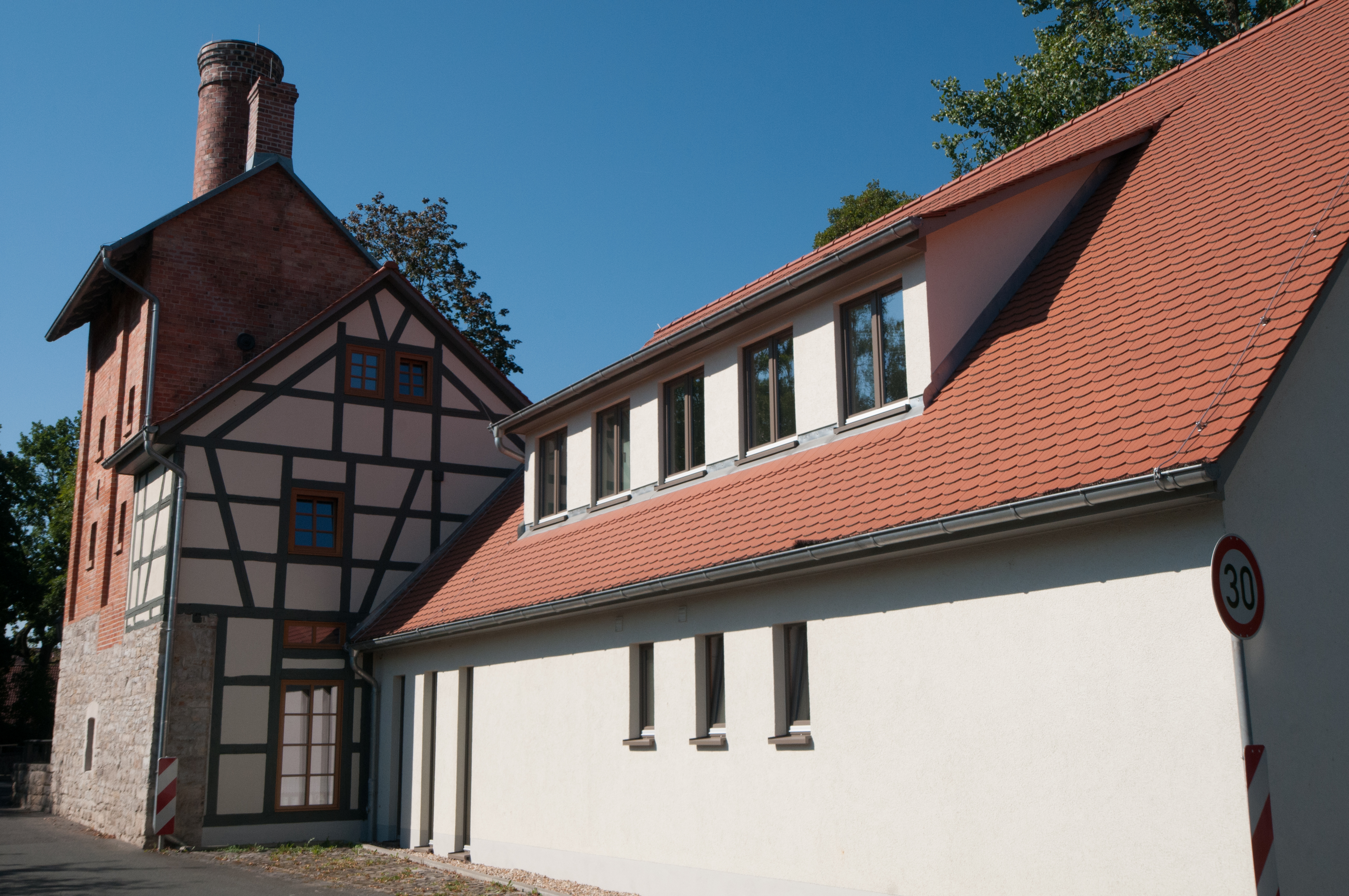
Malzdarre mit Heimatstube und Bürgermeisteramt
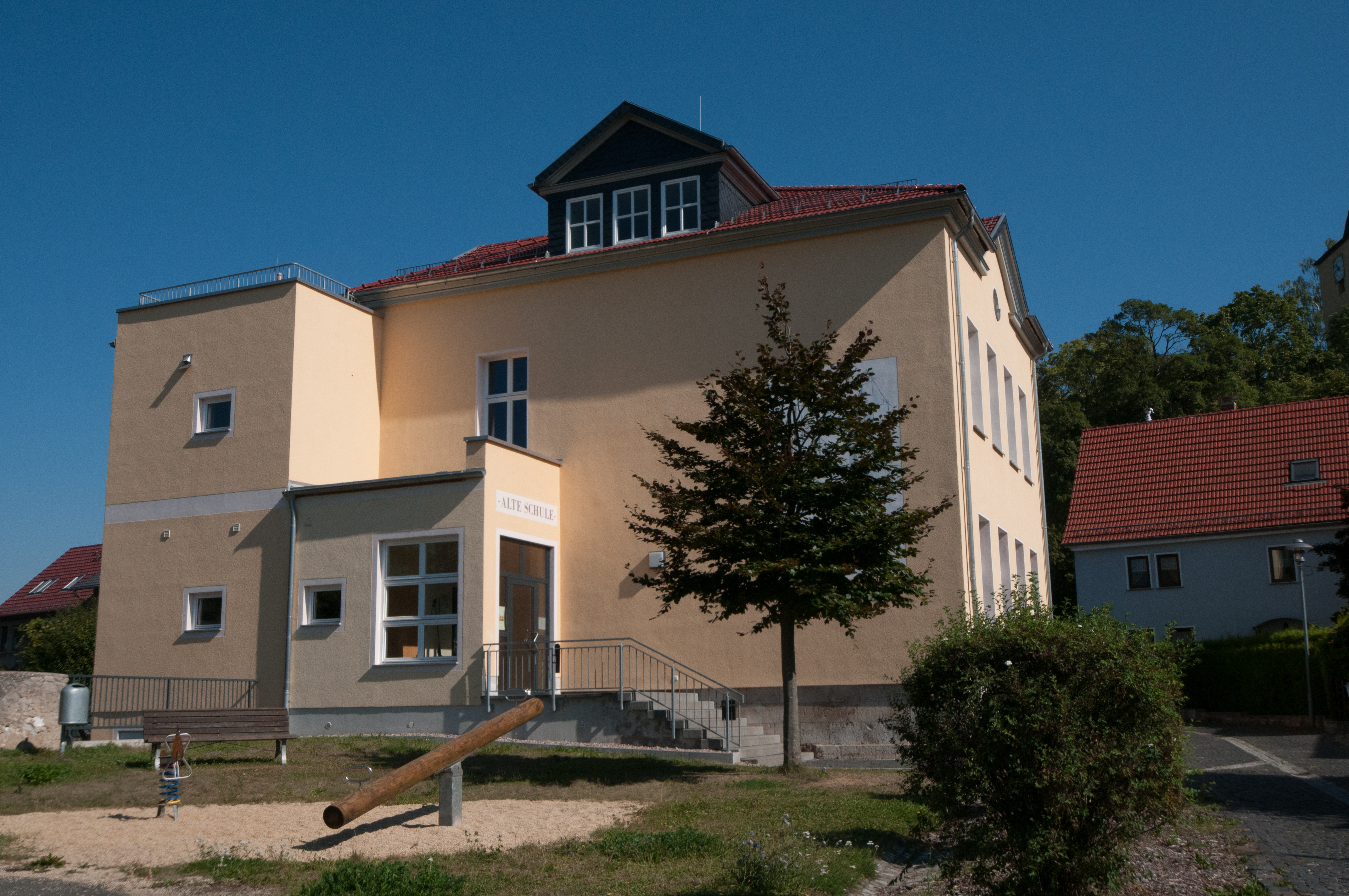
Alte Schule
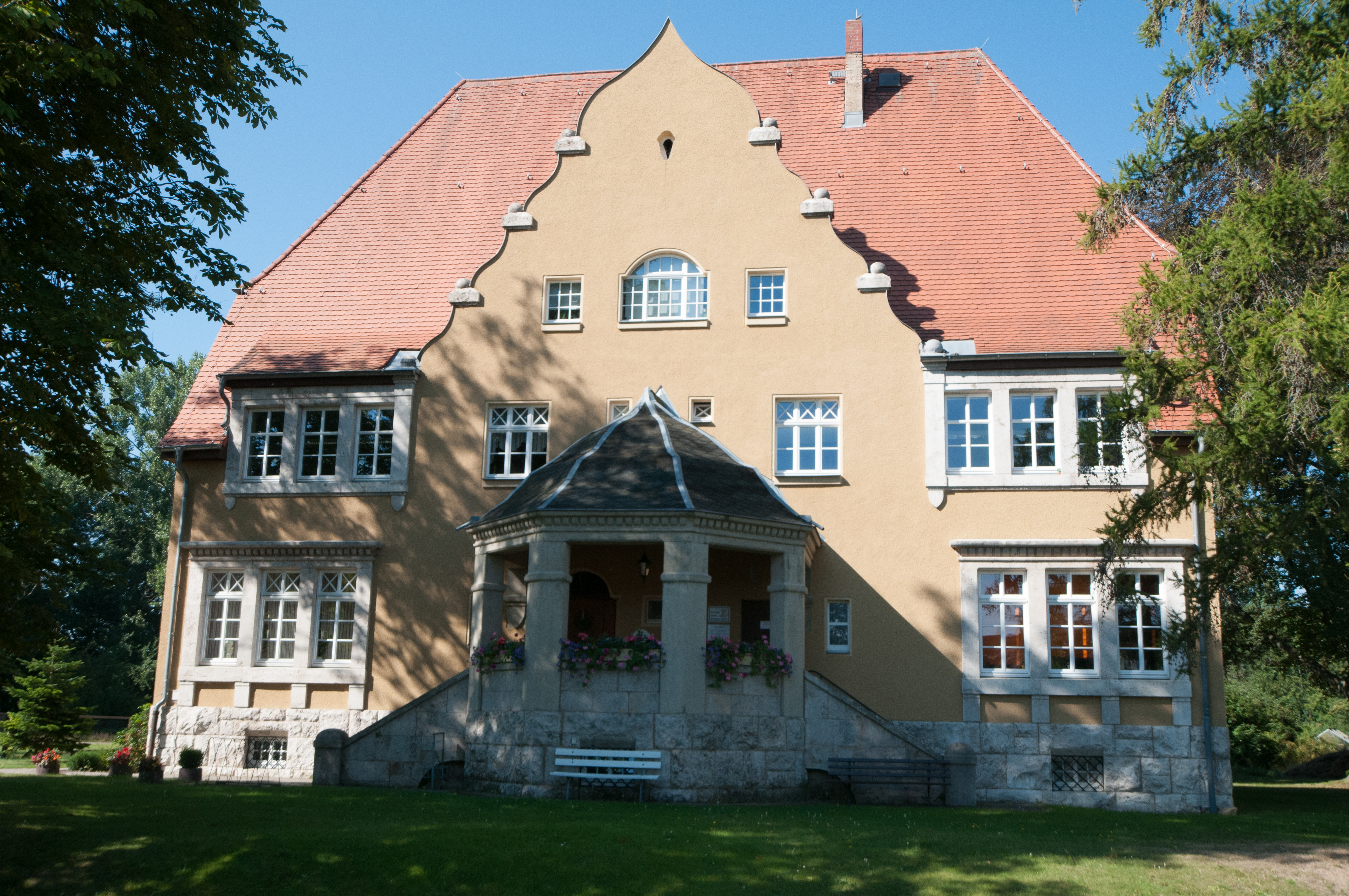
Sitz der Verwaltungsgemeinschaft
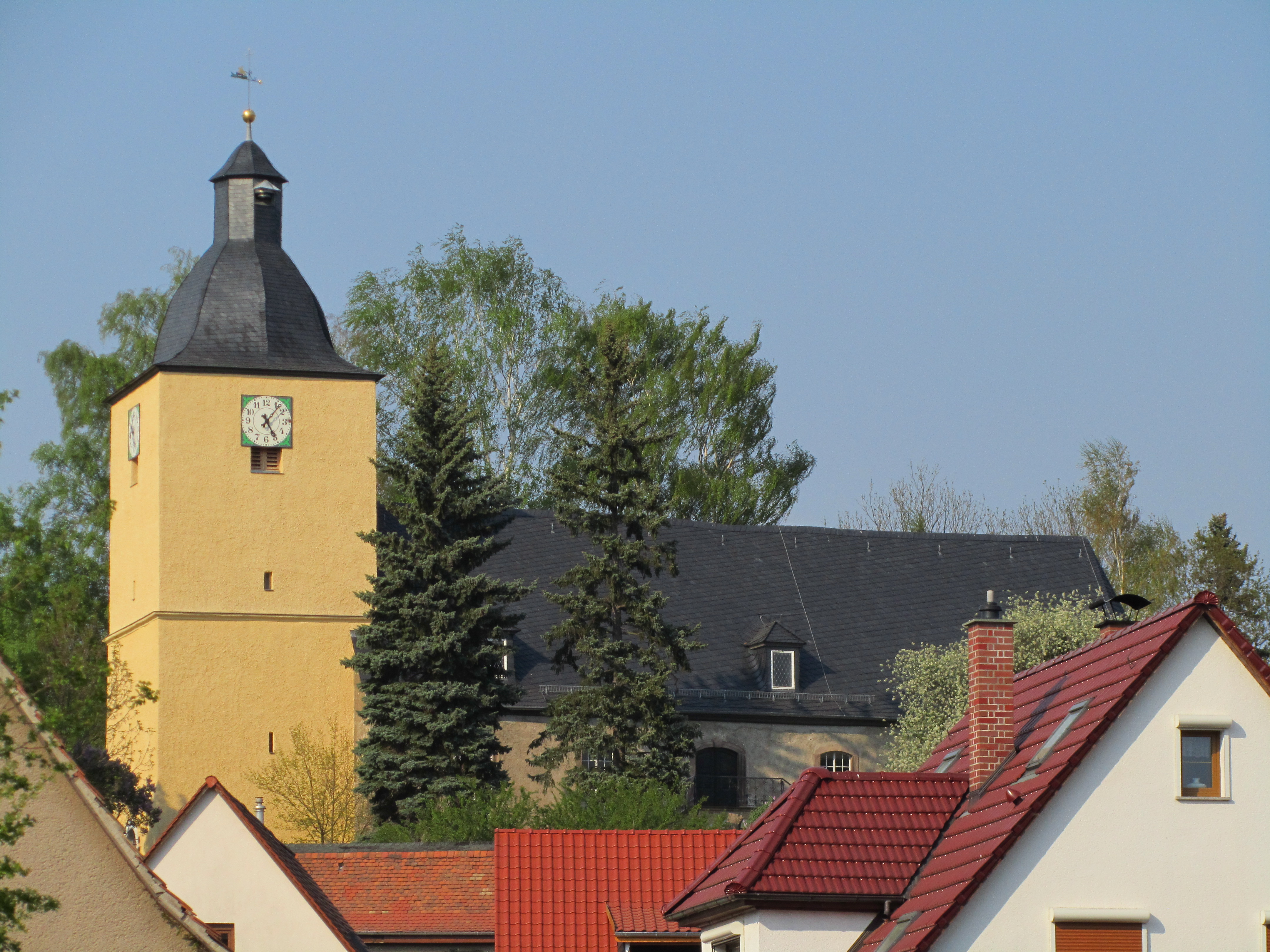
Evangelische Kirche St. Georg

### Denkmäler
- Friedhof mit Denkmal für die umgekommenen Soldaten des Ersten Weltkrieges auf dem Friedhof und Grabstätte für sechs unbekannte KZ-Häftlinge
- Ernst-Thälmann-Gedenkstein zwischen Ernst-Thälmann-Straße, einem DDR-Neubaugebiet, und der Bahnhofstraße
- Denkmal für die Gefallenen des Deutsch-Französischen Krieges 1870/1871 unterhalb des Kirchberges

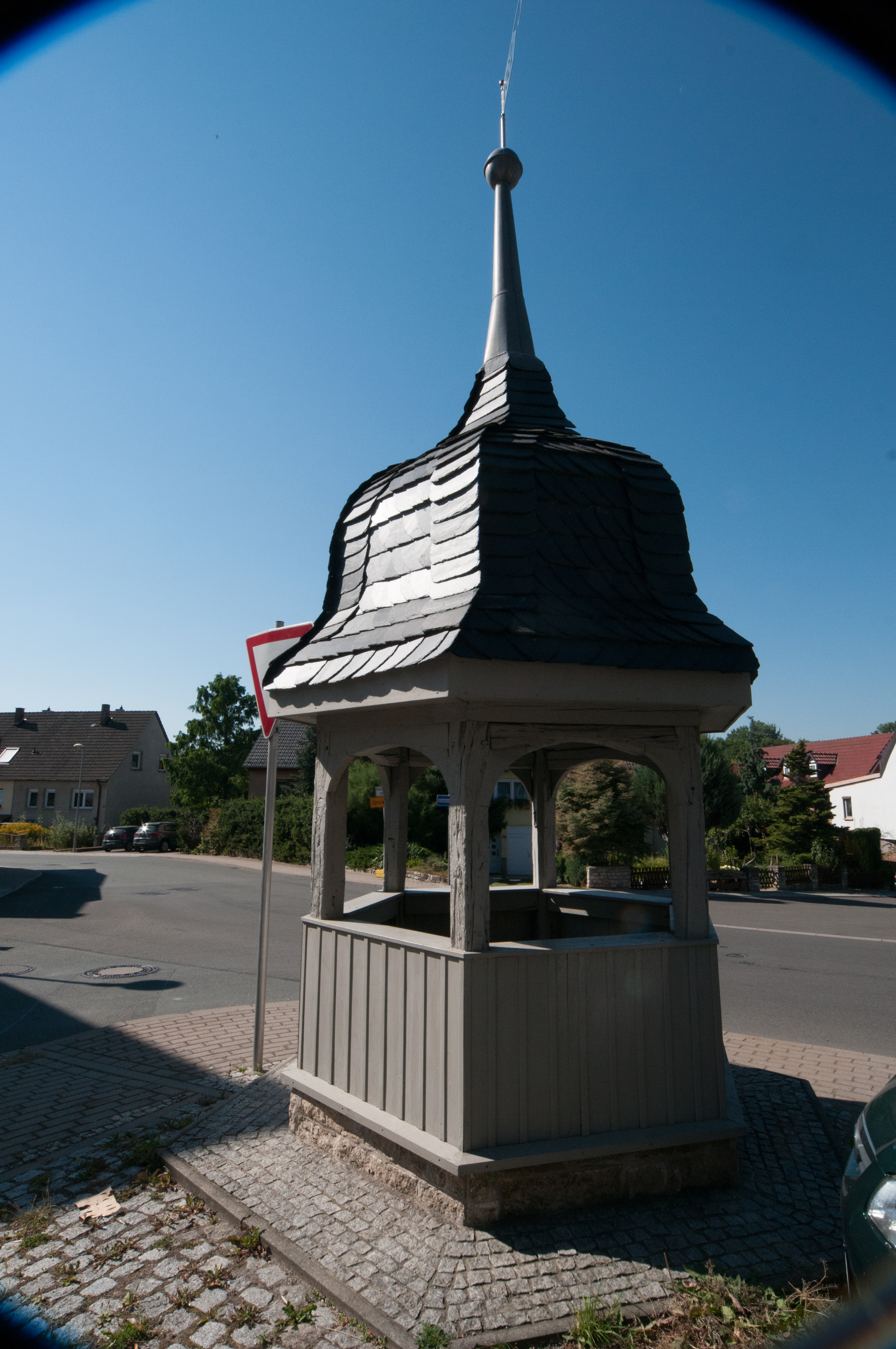
Schenkborn
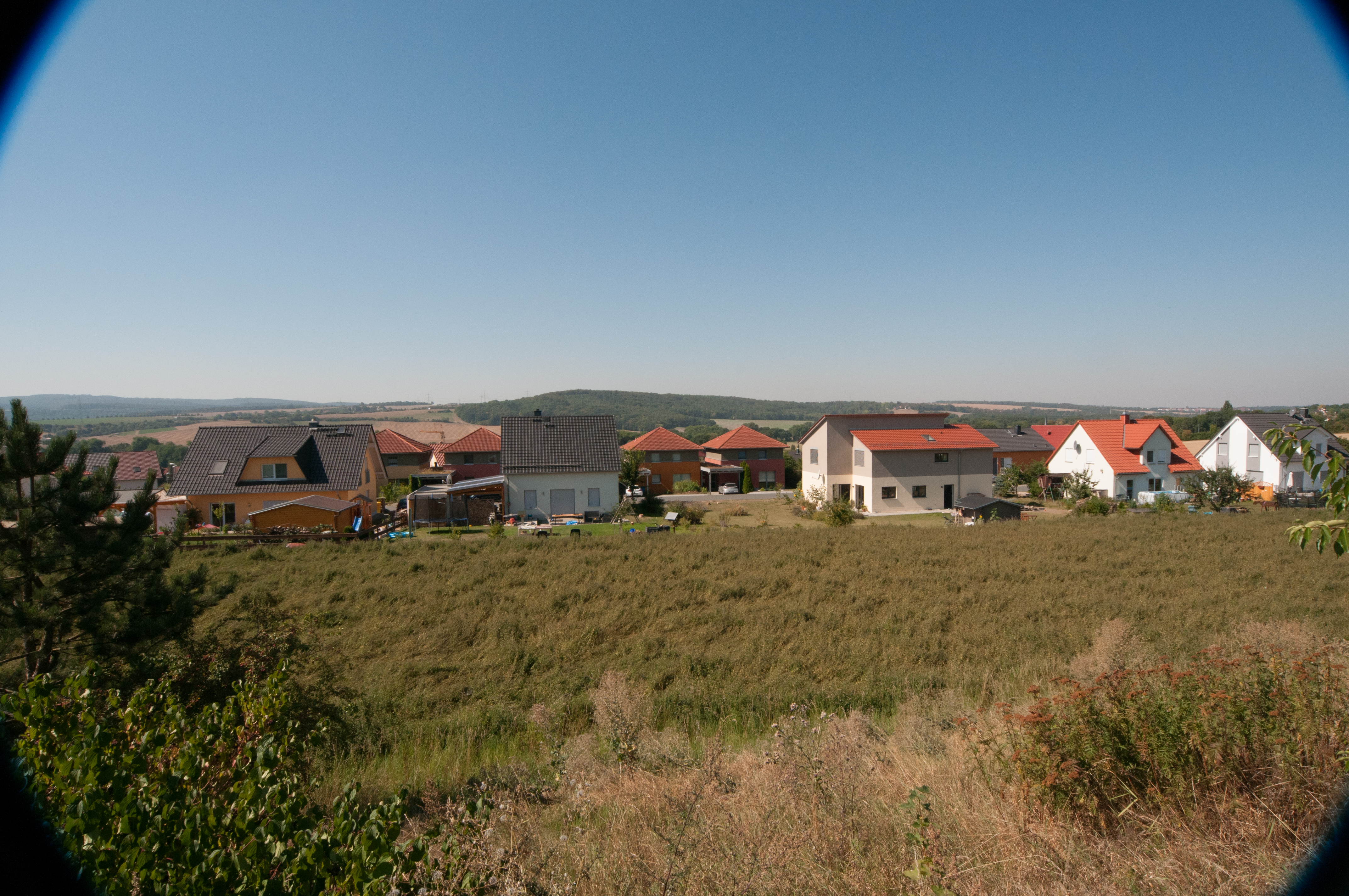
Neubaugebiet von Mellingen
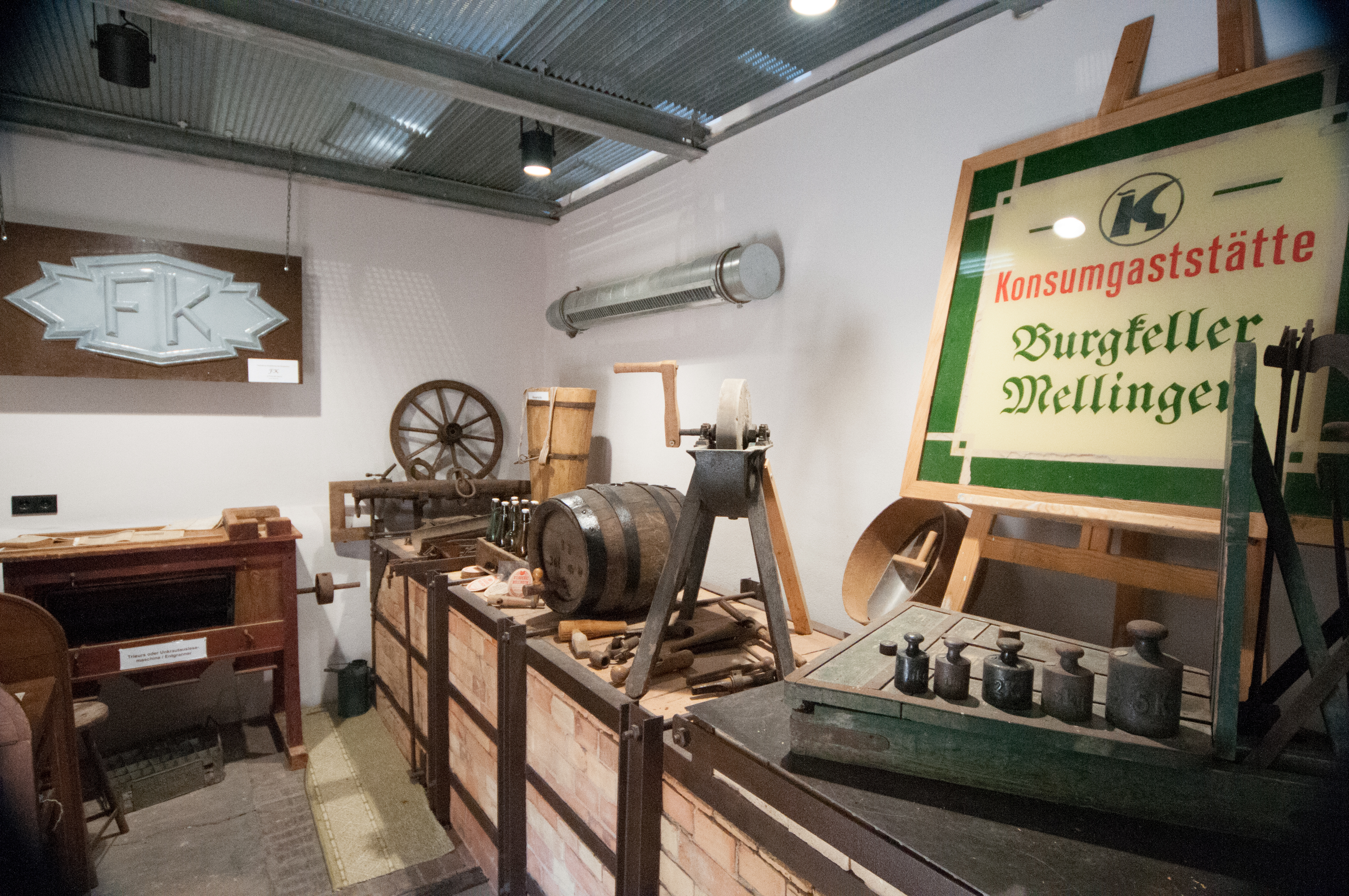
Heimatstube Mellingen
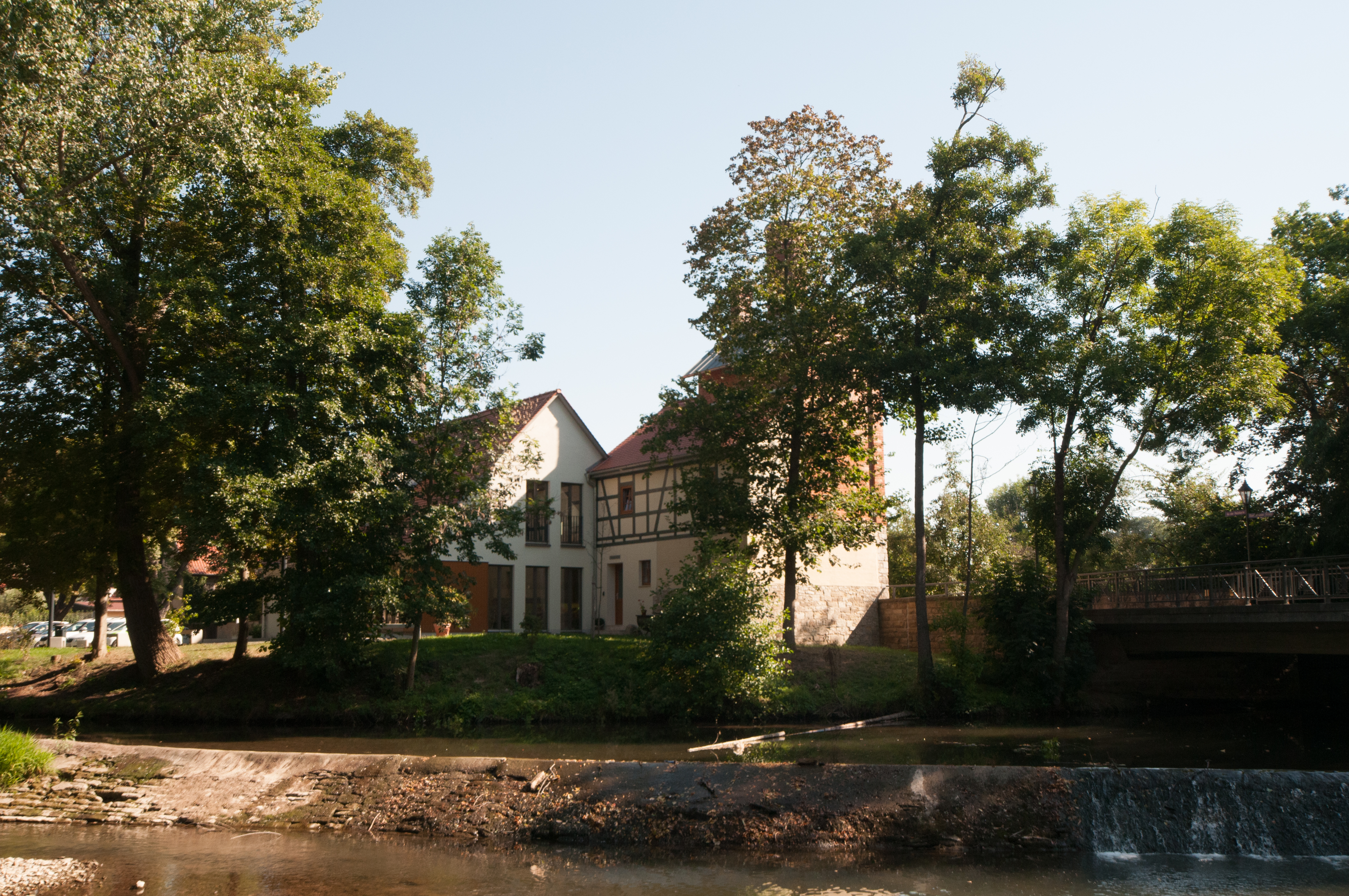
Malzdarre mit Wehr an der Ilm
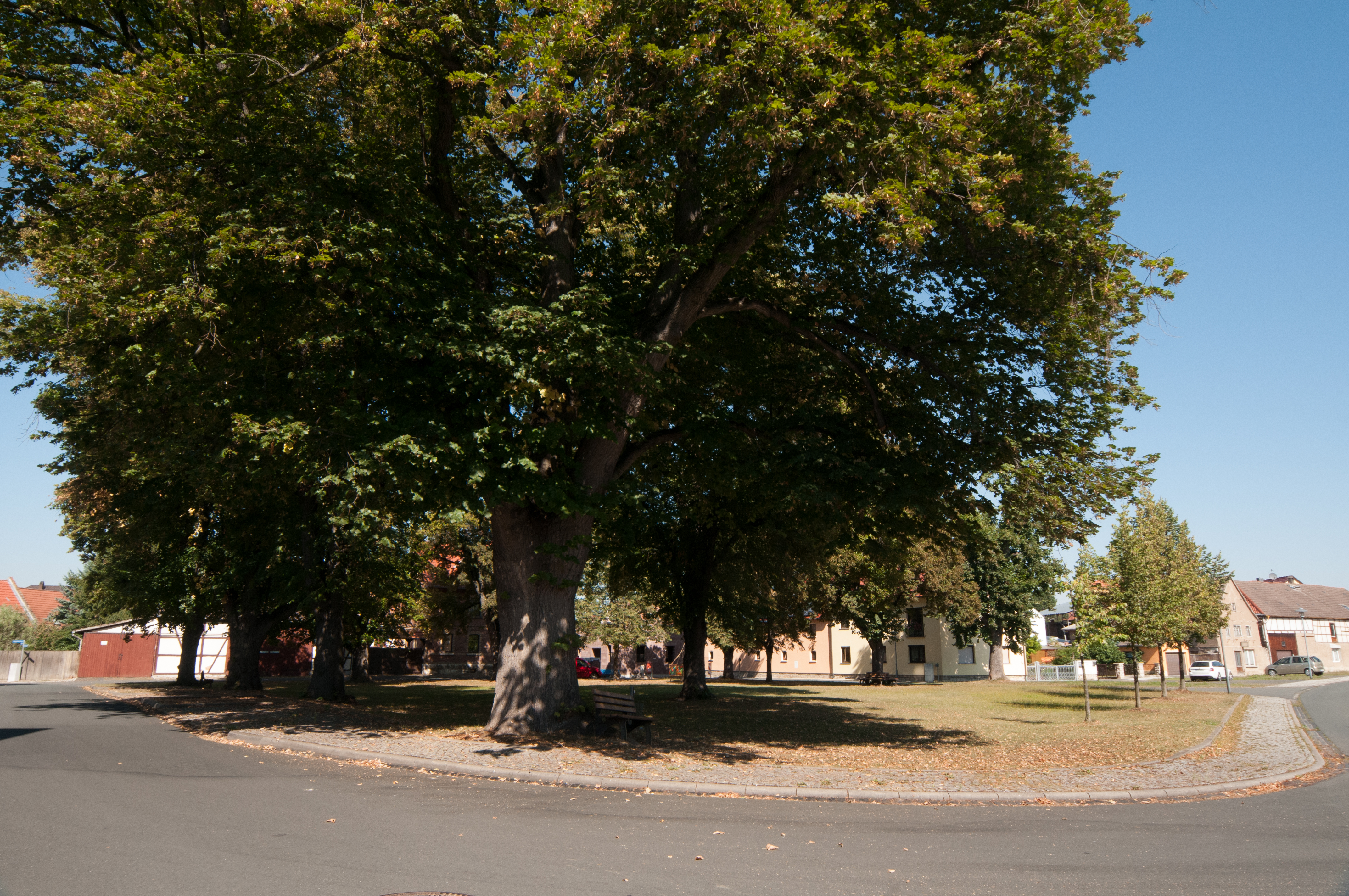
Anger von Mellingen

## Infrastruktur und Wirtschaft

### Bildung

#### Kindergarten
Der in der Blankenhainer Straße befindliche Kindergarten wurde 2009 rekonstruiert. An seiner Giebelwand hat der Erfurter Grafiker Dieter Henning ein Wandbild angebracht, das an die Wiederbelebung der Feininger-Tradition im Ort durch das jährliche Feininger-Pleinair erinnert, bei dem sich hunderte Kinder unter Anleitung von Kunsterziehern bildnerisch betätigen.

#### Schulen
Im Ort gibt es eine Grundschule sowie das unmittelbar benachbarte Lyonel-Feininger-Gymnasium. Die Grundschule wurde 1968 gebaut und 1984 erweitert. Ursprünglich sollte sie nach der ersten Kosmonautin Walentina Tereschkowa benannt werden. Da die Schule sehr gute Beziehungen zu der Nationalen Mahn- und Gedenkstätte Buchenwald unterhielt, erhielt sie aber 1974 den Namen POS „Albert Kuntz“ Mellingen, benannt nach Albert Kuntz, einem Kommunisten aus Wurzen, der in den KZ von Lichtenburg, Buchenwald und Mittelbau Dora inhaftiert war und im KZ Dora umgebracht worden ist. An die ursprünglich geplante Benennung erinnert heute noch ein Wandmosaik an der Grundschule.

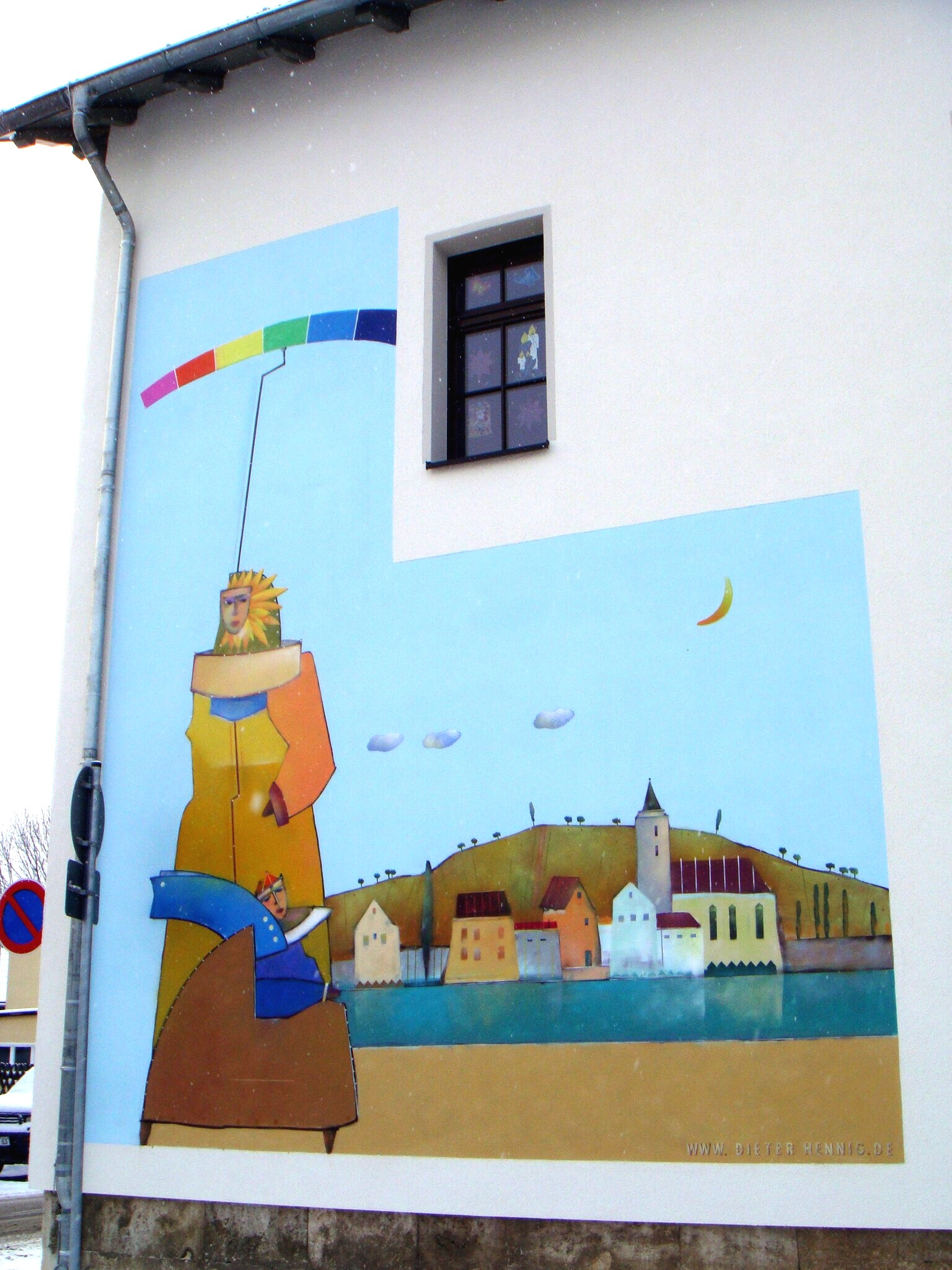
Wandbild von Dieter Henning am Kindergarten, 2009
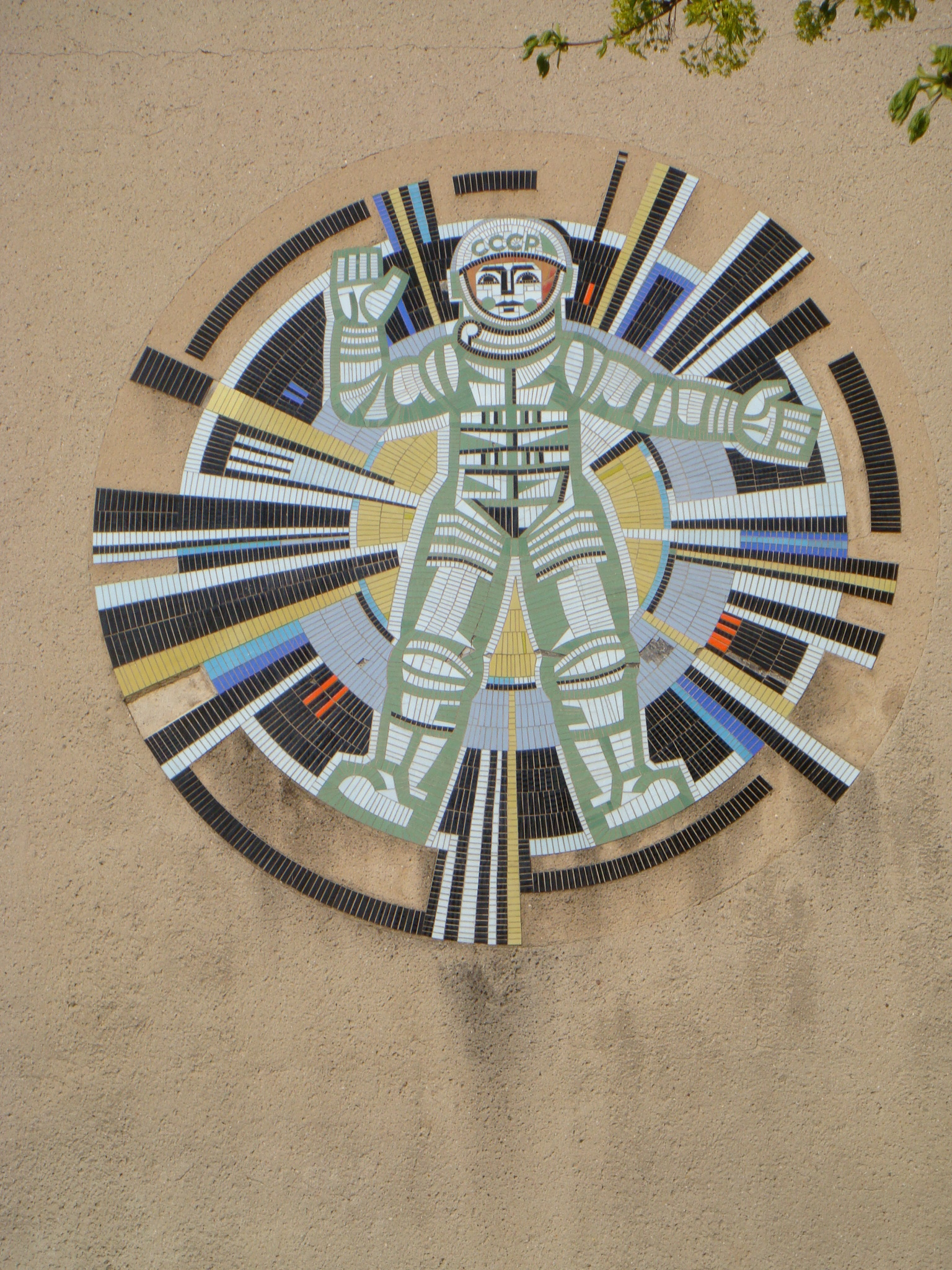
Keramisches Wandmosaik zu Walentina Tereschkowa an der Grundschule
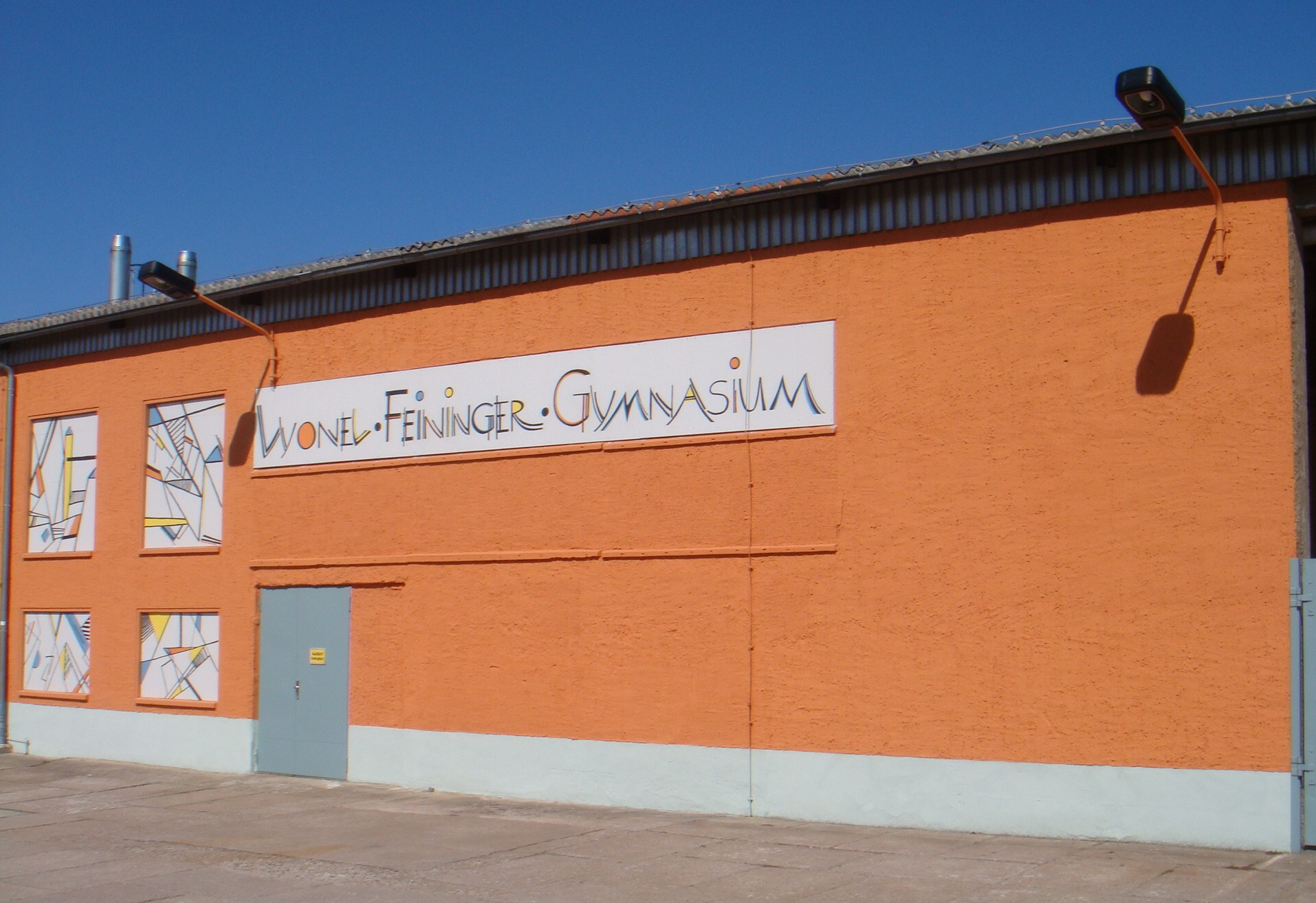
Lyonel-Feininger-Gymnasium

### Verkehr
Die Gemeinde Mellingen liegt im mittleren Ilmtal direkt an der Anschlussstelle 50 Apolda der Bundesautobahn 4. Die angrenzende Bundesstraße 87 führt auf direktem Weg in die Kreisstadt Apolda, die etwa 15 km entfernt liegt. In die entgegengesetzte Richtung führt sie nach Bad Berka und Blankenhain. Die Landstraße 2161 verbindet das Weimarer Land mit der kreisfreien Stadt Weimar, die von Mellingen aus sehr leicht erreichbar ist.

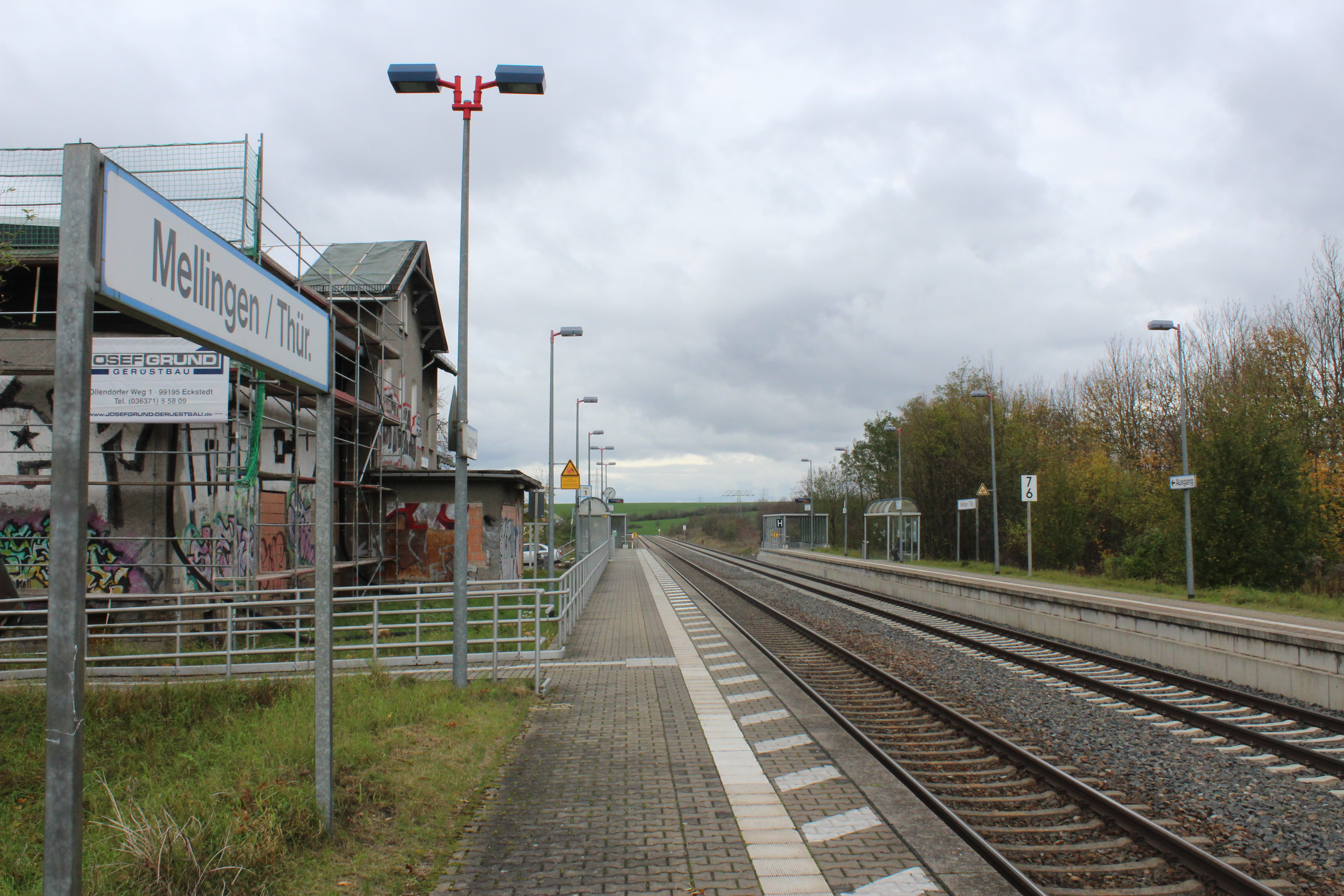
Haltepunkt Mellingen (Thür), 2017

Die Gemeinde verfügt über einen eigenen Haltepunkt an der Bahnstrecke Weimar–Gera, der Mellingen mit Weimar (5 Minuten), Jena (12 Minuten), Erfurt (29 Minuten) und Gera (54 Minuten) verbindet. Mellingen ist innerhalb der Woche stündlich mit der Regionalbahn RB 21 der Erfurter Bahn aus Richtung Weimar/Erfurt bzw. aus Richtung Jena West/Gera erreichbar. Hier kreuzen aus beiden Richtungen stündlich die Regionalbahnzüge. Der Haltepunkt befindet sich am nördlichen Ortsrand, zum Zentrum sind es etwa 10 Minuten Fußweg. Mellingen ist auch mit den Buslinien 229, 253 und 255 der PVG Weimarer Land erreichbar. Es gibt vier Haltestellen: Weimarische Str., Burgkeller, Grundschule/Gymnasium und Ortsteil Köttendorf.
Der Ilmtal-Radweg führt ebenfalls direkt durch Mellingen.

### Wirtschaft

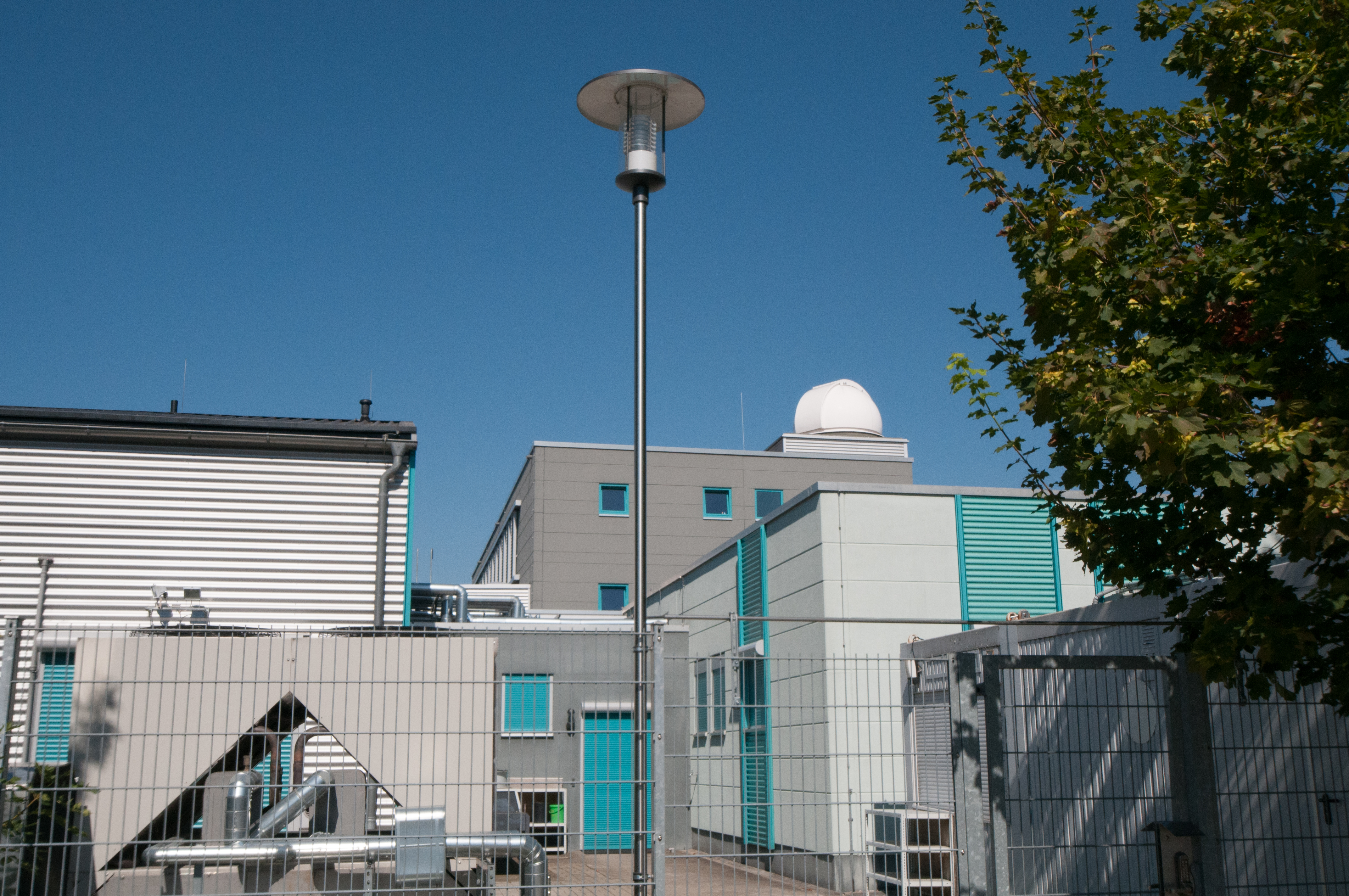
Firmengelände der LAYERTEC GmbH

In Mellingen sind derzeit etwa 100 Betriebe mit mehr als 400 Arbeitsplätzen ansässig. Knapp ein Drittel davon stammen von der LAYERTEC GmbH, die im Bereich optische Beschichtungen weltweit tätig ist. Am Ortsrand in direkter Anbindung zur Autobahn befindet sich das Gewerbegebiet Süd mit einem Autohof und weiteren Gewerbetreibenden. Darüber hinaus besitzt Mellingen ein weiteres Gewerbegebiet „Am Hammerstedter Weg“ an der B 87.
Entlang der Landstraße 2161 Richtung Taubach verfügt die Gemeinde Mellingen über das Wohnbaugebiet „Zwischen den Dörfern“, das noch erweitert werden soll.
Darüber hinaus verfügt der Ort über zwei Arztpraxen, einen Bäcker, einen Friseur sowie einen größeren Lebensmitteleinzelhandel.

## Vereine
In Mellingen ist der SSV Blau-Gelb Mellingen-Taubach 1872 e. V. ansässig, welcher sechs Abteilungen hat (Fußball, Kegeln, Volleyball, Reiten, Turnen, Spielleute).

## Persönlichkeiten

### Söhne und Töchter des Ortes
- Friedrich Teuscher (1791–1865) war ein deutscher evangelischer Hauslehrer, Oberpfarrer, Superintendent, Schriftsteller und Buchautor.
- Karl Weise (1844–1926), Architekt und Baubeamter des Großherzogtums Sachsen-Weimar-Eisenach

### Personen mit Verbindung zum Ort
- Ahasverus Fritsch (1629–1701), Komponist und Jurist, ab 1657 in Rudolstadt tätig, Rittergutsbesitzer in Mellingen
- Lyonel Feininger (1871–1956), deutsch-amerikanischer Maler, Grafiker und Karikaturist, der zwischen 1906 und 1937 immer wieder Mellingen gezeichnet hat